# Opel 12PS
La 12 PS era una famiglia di autovetture di fascia medio-alta prodotte dalla Casa automobilistica tedesca Opel tra il 1902 e il 1906.

## Profilo e storia
Il 1902 è stato un anno particolare nella storia della Opel: da un lato, la Casa di Rüsselsheim cominciò a produrre alcuni modelli della francese Darracq su licenza, mentre dall'altro propose modelli prodotti autonomamente e spesso nella stessa fascia di mercato degli stessi modelli di origine francese.

Fu proprio questo il caso delle prime vetture Opel di fascia medio-alta, che durante la prima metà degli anni '900 propose modelli di fascia analoga e di origini differenti, e che potevano essere raggruppati in un'unica famiglia: quella delle 12 PS (la sigla PS stava per "Pferdestärken", che in tedesco significa "cavallo vapore").

### La 10/12 PS
La prima rappresentante di tale famiglia fu la 10/12 PS, un modello introdotto nel 1902, anno in cui la Opel lanciò la 9PS di progettazione Darracq e di fascia inferiore.

Nel caso della 10/12 PS, però, la progettazione e la realizzazione furono firmate esclusivamente dalla Opel. In particolare, la 10/12 PS fu la prima Opel interamente progettata e realizzata dalla Casa madre.

La 10/12 PS era una vettura particolare in quell'epoca: nel 1902, infatti, quasi tutto il parco automobilistico europeo era costituito da autovetture che somigliavano a carrozze senza cavalli e perciò possedevano un telaio caratterizzato da un'elevata altezza da terra, proprio come nelle vere carrozze.

La 10/12 HP della Opel, invece, era caratterizzata da un telaio notevolmente ribassato rispetto agli standard dell'epoca e tale aspetto ne faceva quindi una vettura del tutto particolare, una sorta di vettura sportiveggiante "ante litteram", almeno per quanto riguardava l'assetto.

Rimanendo sempre in ambito telaistico, la 10/12 PS montava sospensioni ad assale rigido con molle a balestra semiellittiche e un impianto frenante costituito da un freno a pedale che agiva unicamente sulla trasmissione e da un freno a mano che andava a bloccare le ruote posteriori.

La 10/12 PS montava un motore bicilindrico raffreddato ad acqua da 1885 cm³, con distribuzione a valvole laterali mosse da due assi a camme. La potenza massima era di 12 CV a 1200 giri/min. La trazione era posteriore, mentre il cambio era a tre marce.

La 10/12 PS poteva raggiungere una velocità massima compresa tra i 40 e i 45 km/h, a seconda del tipo di carrozzeria della vettura, per la quale si poteva scegliere tra due varianti di tonneau e una coupé.

La 10/12 PS fu il modello più longevo di questa famiglia di vetture: fu infatti prodotto fino al 1906.

### La 12PS
Un anno dopo il lancio della 10/12 PS, nel 1903, fu introdotta la 12PS, una nuova vettura proposta dalla Opel su licenza concessa dalla Darracq. Questa vettura montava lo stesso propulsore della contemporanea 10/12 HP, lo stesso bicilindrico, ma con un diverso schema di distribuzione, a valvole automatiche. Anche la potenza massima erogabile era la stessa della 10/12 HP. Analoghe anche le architetture telaistiche e della trasmissione: la sola differenza stava nel peso a vuoto, che in questo caso era sensibilmente inferiore e passava dai 700 kg della 10/12 PS ai 550 kg di questo modello. 

La 12 PS poteva essere scelta come tonneau o come double-phaeton e grazie al peso ridotto poteva raggiungere punte velocistiche più elevate e comprese tra i 50 e i 55 km/h.

La 12PS fu prodotta unicamente nel 1903 e tolta di produzione alla fine dello stesso anno.

### La 9/10 PS
Questo modello fu introdotto all'inizio del 1903 per affiancare la 12PS, dalla quale ereditò la meccanica, in gran parte di origine Darracq, e le soluzioni telaistiche. Il motore rimase quindi lo stesso, ma depotenziato a 9 CV. La velocità massima era compresa tra i 45 e i 50 km/h, a seconda del tipo di carrozzeria, che in questo caso proponeva tre varianti di tonneau.

Durante la produzione della 9/10 PS, vi furono lievi aggiornamenti tecnici che incrementarono la potenza massima a 10 CV.

La 9/10 PS fu prodotta fino al 1906.